# قطعنامه ۸۱۳ شورای امنیت
قطعنامه ۸۱۳ شورای امنیت سازمان ملل متحد که در تاریخ ۲۶ مارس ۱۹۹۳ تصویب شد، سندی بین‌المللی دربارهٔ لیبریا است. این قطعنامه طی نشست ۳۱۸۷ام با ۱۵ رای موافق، ۰ مخالف و ۰ ممتنع تصویب شد.